# Eliakum Zunser
ḀEliakum Zunser, Eliakim Badchen o Elikum Tsunzer (Vilna, 28 de octubre de 1836 o 1840-Nueva York, 22 de septiembre de 1913) fue un comediante, folclorista y escritor lituano en yidis que vivió la última parte de su vida en Estados Unidos y a quien el New York Times definió como el "padre de la literatura yidis". 
Nacido en una familia pobre, empezó trabajando con encajes en Kovno, donde se coligó con el Rabino Yisroel Salanter y su movimiento del Musar. Más tarde se le relacionaría con la haskalá.
Forzado a enrolarse al ejército ruso antes de su vigésimo cumpleaños, enseguida pudo salir por la revocación del zar Alejandro II de la ley de reclutamiento forzoso. El dilema de los reclutas judíos o "cantonistas" fue uno de los principales temas de sus poemas o canciones.
En 1861 publicó su primer libro con 50 canciones Shirim Khadoshim. La siguiente década, su vida dio un giro trágico con el fallecimiento de su esposa y sus nueve hijos de cólera, y con la reacción antisemita y el pogromo tras el asesinato de Alejandro II. Volvió a ser un convencido sionista afiliado a Hovevei Zion y a Bilu.  De esta época son sus canciones "Die Sokhe" ("El arado") o "Shivath Zion" ("Bienvenida a Sion").
Emigró a Nueva York en 1889 donde trabajó en una imprenta, pero su vida neoyorkina no fue muy favorable para sus musas y apenas escribió.
En sus últimos días la asociación Cooper Union le consiguió una pensión. Falleció en 1913 y fue enterrado en el Washington Cemetery, Brooklyn.